# Hazelnootboorder
De hazelnootboorder (Curculio nucum) is een kever uit de familie van de snuitkevers (Curculionidae). De kever leeft als larve van de zaden van de hazelaar en beschadigt hierbij de hazelnoten. Het vrouwtje legt een eitje in de hazelnoot wanneer de vruchtwand nog zacht is. De larve boort zich later door de verhoute wand naar buiten. De larve verpopt vervolgens in de bodem.
De hazelnootboorder komt ook voor in België en Nederland maar omdat hier geen hazelnoten op grote schaal worden gekweekt richt de kever weinig schade aan. In zuidelijke landen echter waar hazelnoten op grote schaal worden geteeld is de snuitkever een ernstige plaag die grote delen van de oogst kan aantasten waardoor deze onverkoopbaar wordt.
De kever wordt nog geen centimeter lang, is bruin van kleur en te herkennen aan de bolle lichaamsvorm, en de lange en dunne, bruine snuit. De larve kan worden aangetroffen in wilde hazelnoten en is wit en made-achtig.

## Verspreiding en habitat
De hazelnootboorder komt voor in vrijwel geheel Europa en in Noord-Amerika, behalve in het uiterste noorden. In België en Nederland is de soort algemeen rond hazelaarbomen maar kan ook gevonden worden in tuinen en parken vanwege de voorkeur van de volwassen kevers voor bloeiende bloemen. In Nederland komt de snuitkever in het binnenland voor en is als volwassen kever te zien van mei tot augustus.

## Veldkenmerken
De hazelnootboorder heeft een gedrongen lichaam met kleine pootjes. Wat direct opvalt is de lange, sabel-achtige snuit die iets omlaag gekromd is en duidelijk voorbij de basis de antennes reikt. De snuit van de vrouwtjes is aanzienlijk langer dan die van het mannetje en kan langer zijn dan de rest van het lichaam. De mannetjes en vrouwtjes zijn hierdoor makkelijk uit elkaar te houden.
De hazelnootboorder bereikt een lengte van 6 tot 8,5 millimeter. De lichaamskleur is bruin, wat veroorzaakt wordt door een dichte lichaamsbeharing. Op de dekschilden is de kleur wat vlekkeriger, de snuit is onbehaard en glanzend en is donkerbruin. De poten zijn kort maar breed, de pootuiteinden hebben stevige klauwtjes.
De larven worden soms aangetroffen tijdens het eten van wilde hazelnoten. De larve is wit, pootloos en made-achtig en van maden te onderscheiden door het verharde kopschild en de grote kaken die beide een bruine kleur hebben. De lengte kan variëren van enkele millimeters tot 1,5 centimeter. De larve neemt bij verstoring een gekromde, C- vormige houding aan, vergelijkbaar met die van de engerlingachtige larve van kevers als boktorren (Cerambycidae) en vliegende herten (Lucanidae).

## Voortplanting

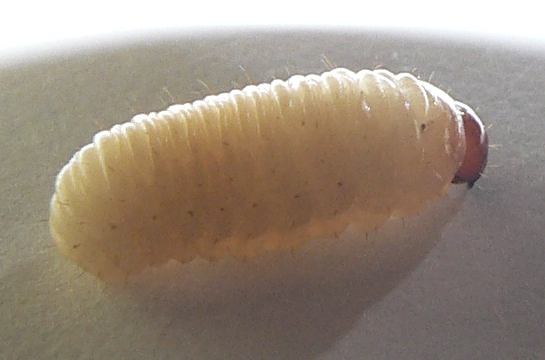
Larve van de hazelnootboorder

De hazelnootboorder is net als alle kevers holometabool en kent een volledige gedaanteverwisseling. De juvenielen worden larven genoemd en zijn wit en wormachtig, zie ook onder kenmerken.
De vrouwtjes zetten de eitjes uitsluitend af in jonge hazelnoten, waarvan de wand nog zacht is. Hierbij boort ze eerst een gaatje uit de noot met de scherpe tanden aan de snuitpunt, waarna een ei wordt afgezet. Meestal wordt per noot één ei afgezet maar het kunnen er ook meerdere zijn. In totaal zet het vrouwtje zo'n 40 eitjes af.
Als de larve zo'n 8 tot 10 dagen later uit het ei kruipt is deze slechts enkele millimeters lang, de larve eet zich een weg door de noot waarbij een holte ontstaat die de noot onverkoopbaar maakt. De larven ondergaan een aantal vervellingen waarbij ze steeds groter worden en uiteindelijk een lengte van ongeveer 15 millimeter bereiken. Als de larve in de herfst is volgroeid, is de noot reeds van de boom gevallen en op de grond terechtgekomen. De buitenzijde van de noot is dan verhout waardoor de larve zich een weg naar buiten moet knagen. De larve graaft zich vervolgens in tussen plantenwortels op een diepte van 10 tot 15 centimeter in de bodem. Hier brengt de larve de winter door, om in de volgende zomer te verpoppen. Er is bekend dat de larve soms twee tot drie jaar ondergronds verblijft voordat de verpopping plaatsvindt. De larven die slechts één keer hebben overwinterd brengen nog een jaar door in hun ondergrondse popkamer voor ze tevoorschijn komen. Uit de pop komt ten slotte de volwassen kever tevoorschijn waarna de cyclus opnieuw begint.

## Voedsel
De volwassen kever leeft van verschillende plantendelen zoals vruchten, bloesem en bladeren van verschillende plantenfamilies uit de rozenfamilie, zoals de meidoorn. Ook worden de vruchten van peer en perzik gegeten, soms ook die van de appel, kers en pruim. De kever zuigt met de snuit sappen uit plantendelen zoals vruchten, en de vraat is hooguit ontsierend. De larve daarentegen is zeer schadelijk vanwege het strikte menu van hazelnoten.
De larve van de hazelnootboorder is monofaag, wat betekent dat het voedsel bestaat uit een enkele plant. De larve voedt zich met het endosperm uit het zaad van planten en leeft uitsluitend van de vruchten van de hazelaar (Corylus avellana); de boom zelf wordt niet gegeten. Zie voor de ontwikkeling van de larve onder voortplanting en voor de schade onder bestrijding.

## Bestrijding

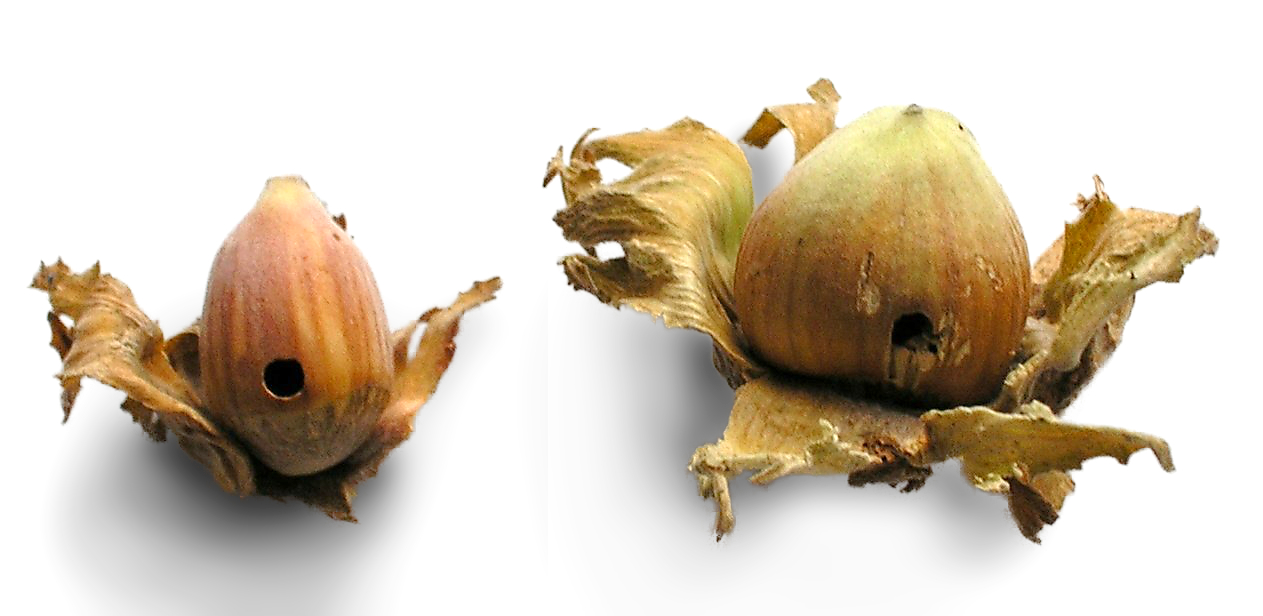
Gaten veroorzaakt door het uitsluipen van de larve uit de hazelnoot

De hazelnootboorder is ondanks de geringe lengte een zeer schadelijke soort. In landen als België en Nederland richt de kever weinig economische schade aan maar in landen waar hazelnoten commercieel worden geteeld, zoals Turkije, kan het verlies aan opbrengst oplopen tot tachtig procent. De hazelnootboorder heeft een voorkeur voor de dunschalige variëteiten van de hazelnoot, dikschalige hazelnoten zijn minder vatbaar. Een besmetting met de snuitkever kan worden vastgesteld door de typische uitgangen van de hazelnoten, die te herkennen zijn als ronde gaatjes met een diameter van 1,5 tot 2 millimeter.
Het probleem bij de bestrijding is dat de hazelnootboorder als larve midden in een hazelnoot leeft of diep in de bodem zit en daardoor verminderd vatbaar is voor insecticiden. De volwassen kevers zijn veel te klein om handmatig te vangen. Een toegepaste methode is bestrijding met nematoden. Deze kleine worm-achtige diertjes worden ook wel aaltjes genoemd en doden de larven maar leven alleen in de bodem, de gebruikte soort is Heterorhabditis bacteriophora. Aaltjes zijn niet schadelijk voor mensen en laten geen giftige stoffen achter. De aaltjes worden in de bodem gebracht op het moment dat de larven in hun noot op de grond zijn gevallen, er worden zo'n 250.000 aaltjes per vierkante meter gebruikt. De bestrijding van de hazelnootboorder zal bij de eerste toepassing geen schade voorkomen, omdat alleen de larven in de reeds gevallen noten kunnen worden aangepakt. Het voorkomt echter wel de ontwikkeling van de kever in volgende jaren, er zou een efficiëntie van 72% kunnen worden bereikt.

## Taxonomie en naamgeving
De hazelnootboorder is sterk verwant aan de eikelboorder (Curculio glandium), en lijkt er ook sterk op. De larven van deze soorten leven van eikels, de vruchten van de eik (Quercus). Een andere verwante soort is Curculio proboscides, die leeft van kastanje.
Het geslacht Curculio waartoe de kever behoort had eerder de wetenschappelijke namen Balaninus Germar, 1817 en Balanobius Jekel, 1861, waardoor deze oude namen opduiken in de literatuur. De soortnaam nucum is Latijn voor 'noot'.

## Afbeeldingen

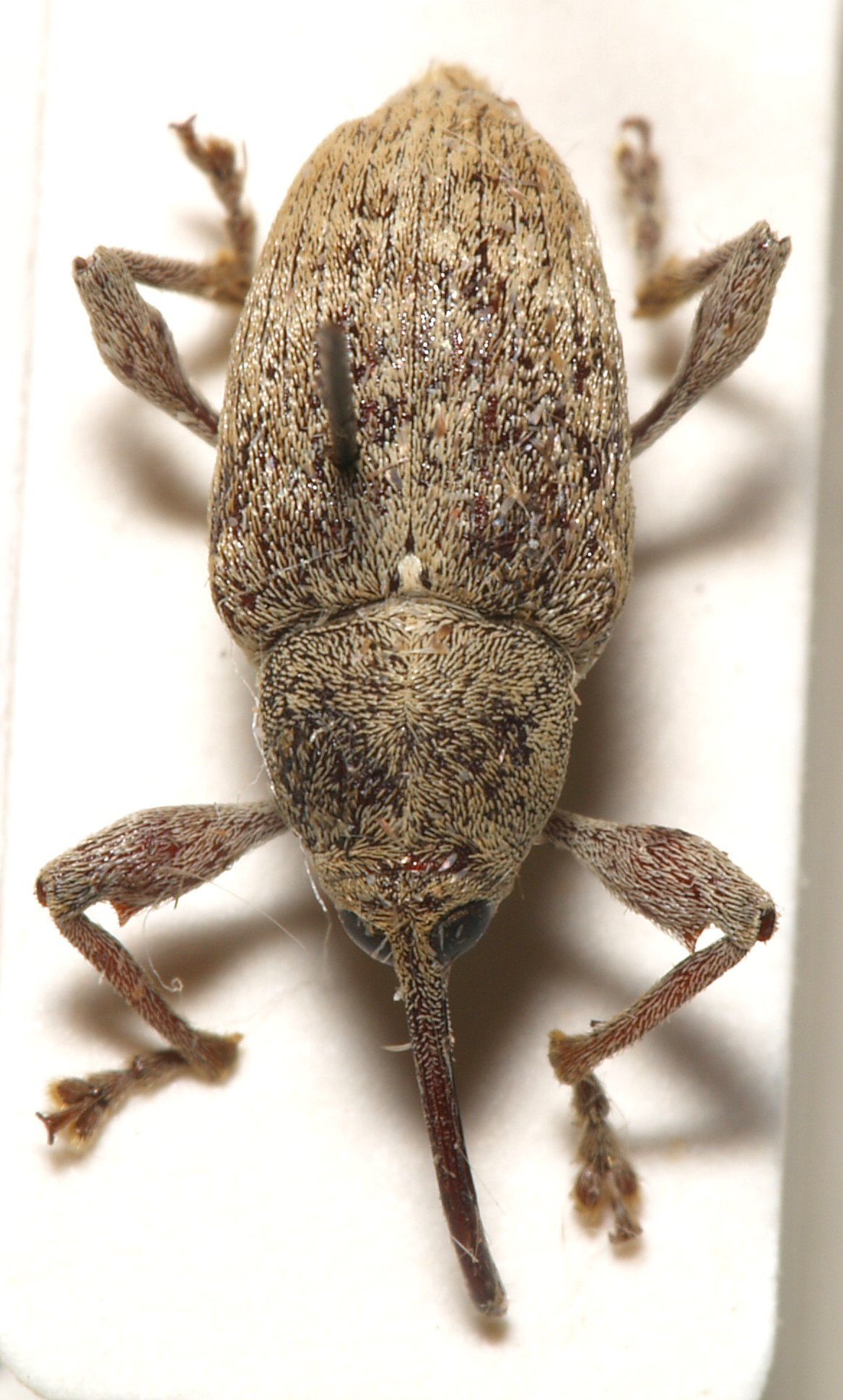
Een opgeprikt exemplaar zonder middelste poten en antennen.
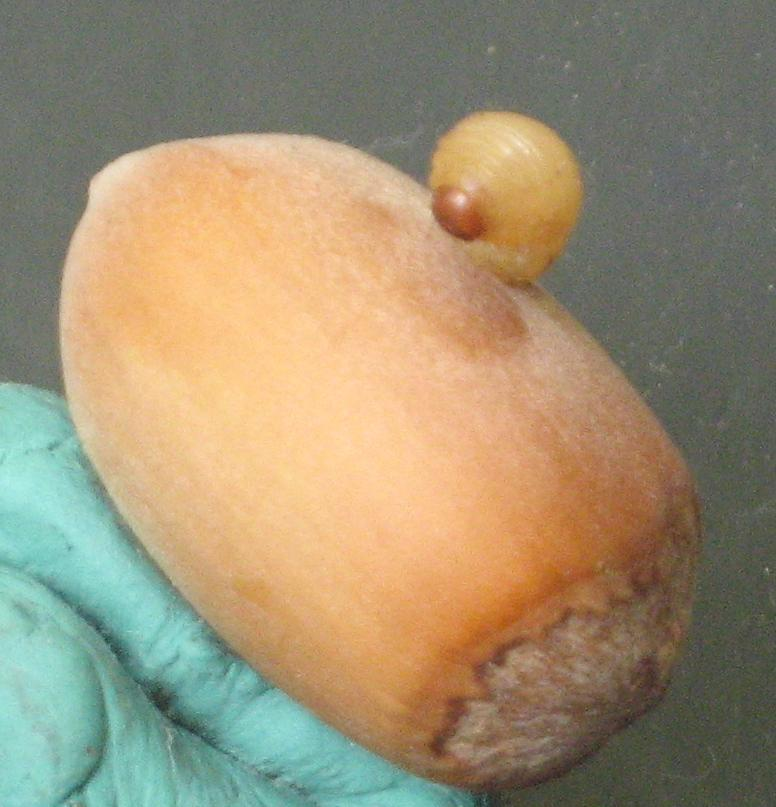
Larve
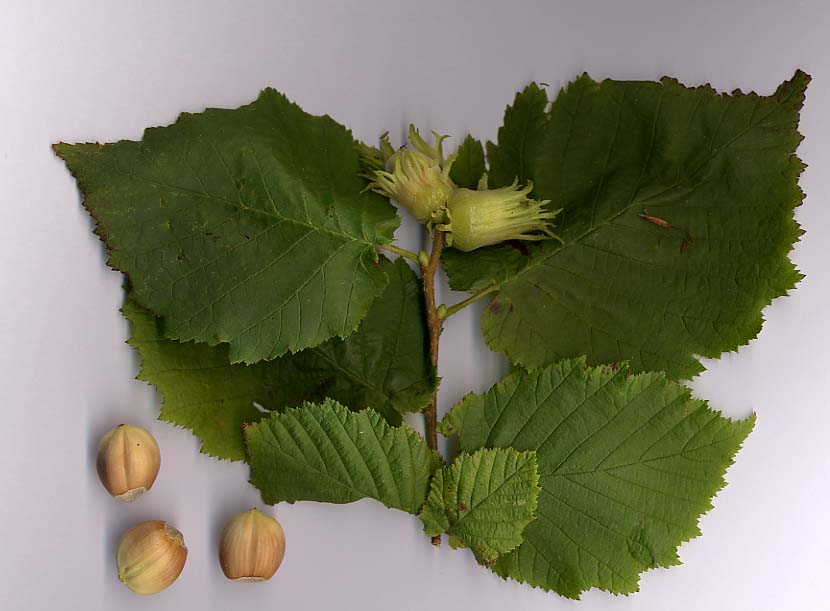
Het voedsel bestaat uit hazelnoten.
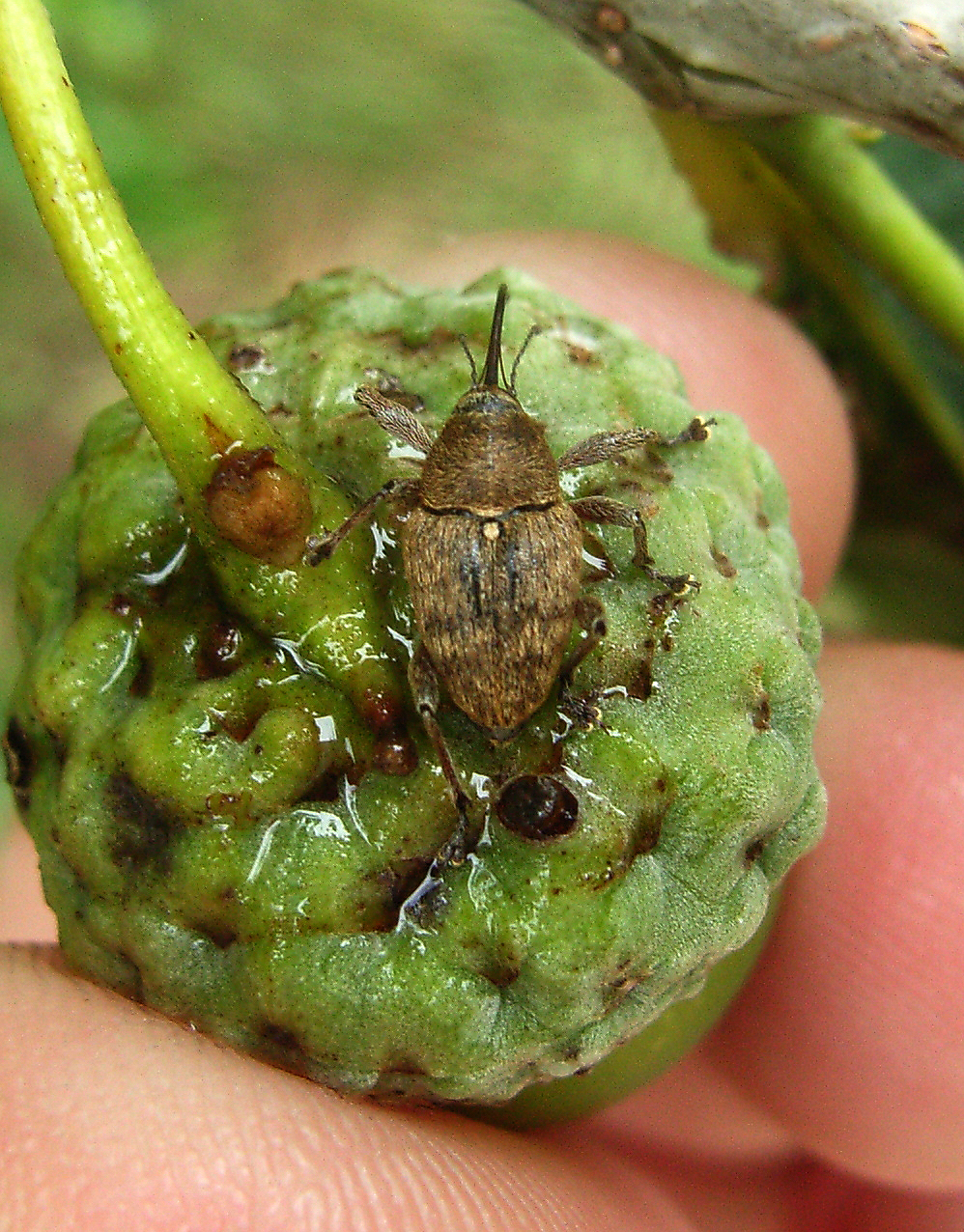
De verwante en gelijkende eikelboorder.
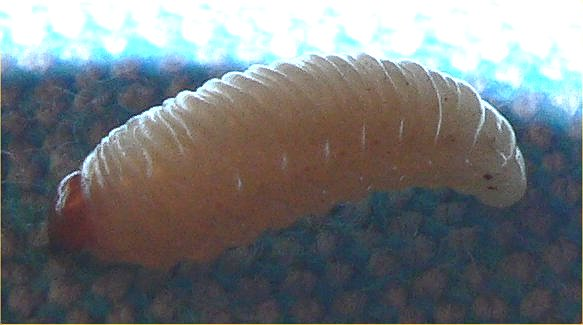
Larve van de eikelboorder.